# Parapluie Revel
Pour les articles homonymes, voir Revel et Parapluie (homonymie).

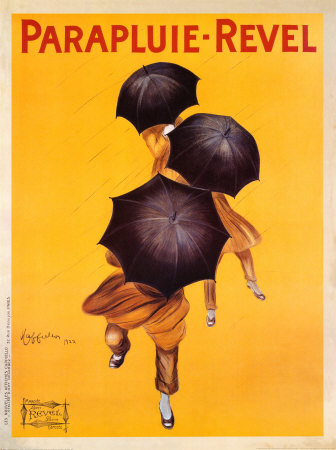
Affiche publicitaire de Cappiello.

Parapluie Revel est la marque de la maison Revel, fabricant de parapluies et d’ombrelles, fondée en 1851.

## Histoire
François Revel arrive à Lyon vers 1830. Il commence à travailler aux côtés de son frère Pierre déjà employé chez le fabricant de parapluies Poncet Frères, au 26 rue de l’Arbre-Sec, dans le deuxième arrondissement. À la suite de la cessation de commerce de MM. Poncet Frères, François Revel fonde la Maison Revel le 2 octobre 1851.
Les parapluies Revel s’exportent dès la première année au Brésil, où Pierre Revel est installé depuis quelques années. La Maison Revel se développe aussi en Asie du Sud-Est dès la fin du XIXe siècle. Les parapluies et ombrelles sont vendus notamment à Saïgon, puis à Singapour en 1886. Le petit-fils du fondateur, Camille Revel continue à développer l’affaire familiale en Asie à partir de 1894.
La marque « Parapluie Revel » est créée en 1900 pour la vente en France.
En 1922 la Maison Revel a recours à l'affichiste Leonetto Cappiello qui dessine pour la marque l’affiche des trois parapluies, éditée par Devambez pour Les Nouvelles Affiches Cappiello.
En plus de ses ateliers à Lyon, la Maison Revel étend sa production à l’international avec la création d’une usine en 1931 à Haiphong au Viêt Nam. L’usine sera détruite en 1945, puis reconstruite à Tourane (Viêt Nam).
Le 11 juin 2015 est déposée la marque Revel Paris par la société du même nom,,, mais pour des lunettes solaires.